# چشمه‌گل (تربت جام)
چشمه گل ، روستایی است از توابع بخش مرکزی شهرستان تربت جام در استان خراسان رضوی.
این روستا در دهستان جامرود قرار دارد و بر اساس سرشماری سال ۱۳۸۵ جمعیت آن (۳۰۳خانوار) ۱٬۲۸۴نفر 
بوده‌است.

## منبع
1. «: کمیته تخصصی نام نگاری و یکسان‌سازی نام‌های جغرافیایی ایران :». بایگانی‌شده از اصلی در ۲۹ اوت ۲۰۱۱. دریافت‌شده در ۲ دسامبر ۲۰۱۸.
2. ↑  «نتایج سرشماری ایران در سال ۱۳۸۵». درگاه ملی آمار. بایگانی‌شده از روی نسخه اصلی در ۲۱ آبان ۱۳۹۲.